# Hồ Van
Hồ Van (tiếng Thổ Nhĩ Kỳ: Van Gölü, tiếng Kurd: Behra Wanê, tiếng Armenia: Վանա լիճ) là hồ lớn nhất tại Thổ Nhĩ Kỳ, nằm xa về phía đông của quốc gia này. Nó là một hồ nước mặn, nhận nước từ một loạt các con suối nhỏ chảy xuống từ các dãy núi bao quanh. Hồ Van là một trong các hồ nội lưu (nghĩa là không có lối thoát ra) lớn nhất thế giới. Lối thoát ra ban đầu từ bồn địa đã bị phun trào núi lửa thời cổ đại chặn lại.

## Thủy văn học và hóa học
Hồ Van dài 119 km (74 dặm Anh) ngang qua điểm rộng nhất của nó, độ sâu trung bình đạt 171 m (560 ft) và độ sâu tối đa đạt 451 m (1.480 ft). Mặt hồ nằm tại độ cao 1.640 m (5.400 ft) trên mực nước biển và chu vi bờ hồ đạt 430 km (270 dặm Anh). Hồ Van có diện tích mặt hồ là 3.755 km² (1.450 dặm vuông Anh) và dung tích đạt 607 km³ (146 dặm khối Anh).
Phần phía tây của hồ là sâu hơn cả, với một bồn địa lớn sâu hơn 400 m (1.300 ft) nằm ở phía đông bắc Tatvan và phía nam Ahlat. Các nhánh phía đông của hồ nông hơn. Phần Van-Ahtamar tạo thềm nâng dần lên, với độ sâu tối đa khoảng 250 m (820 ft) ở mặt tây bắc của nó, nơi nó kết nối với phần còn lại của hồ. Nhánh Erciş là nông hơn, chủ yếu không sâu quá 50 m (160 ft), với độ sâu tối đa khoảng 150 m (490 ft).
Nước hồ có độ kiềm cao (pH khoảng 9,7–9,8) và giàu cacbonat natri cùng các muối khác, được tách ra nhờ bay hơi và được sử dụng như là chất tẩy rửa.

## Địa chất

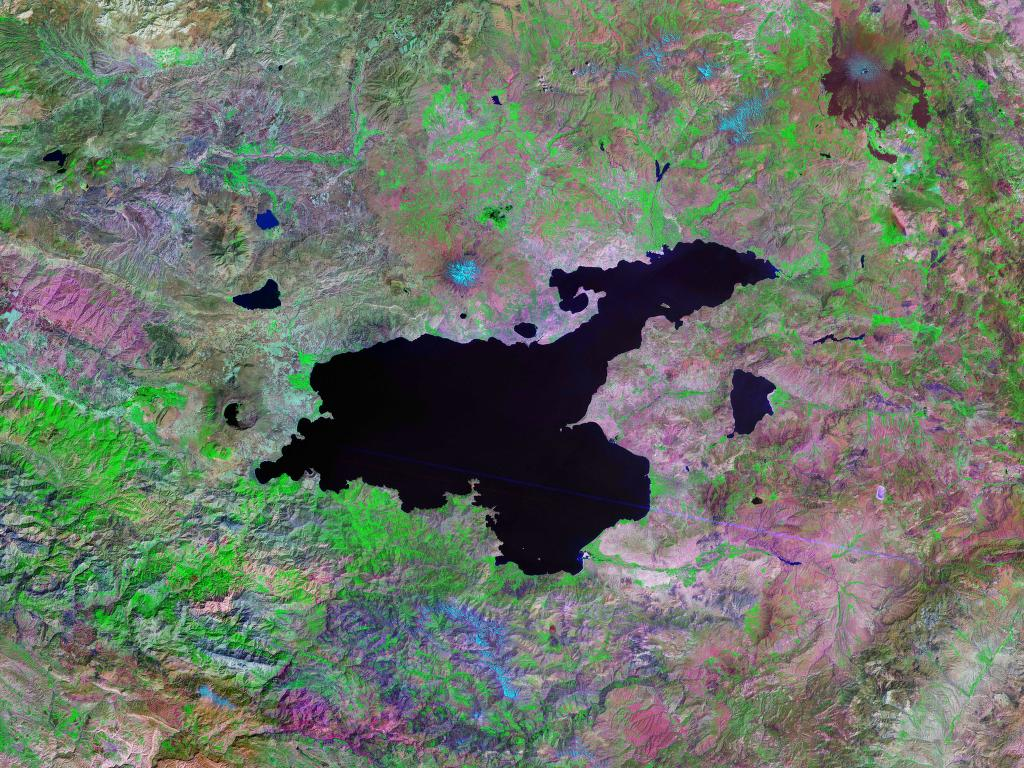
Ảnh chụp hồ Van từ vệ tinh.

Lối thoát ra của hồ đã bị chặn lại trong thời gian khoảng thế Pleistocen, khi các dòng dung nham từ núi lửa Nemrut Dağı đã ngăn chặn luồng chảy về hướng tây về phía bình nguyên Muş. Hiện nay đang im lìm, núi lửa Nemrut Dağı nằm gần với bờ phía tây của hồ. Ngoài ra, một núi lửa tầng đang im lìm khác là Süphan Dağı nằm ở phía bắc của hồ.
Mực nước trong hồ thường thay đổi một cách mạnh mẽ: gần Tatvan, Oswald đã lưu ý tới các bờ hồ đã được nâng cao so với mức hiện tại của hồ cũng như sự phát hiện gần đây về các cây gỗ bị ngập chìm sâu trong nước. Điều tra của Degens và ctv. đầu thập niên 1980 đã xác định rằng mức nước cao nhất của hồ (72 m/240 ft trên mức hiện tại) đã diễn ra trong thời kỳ băng hà gần đây, khoảng 18.000 năm trước. Khoảng 9.500 năm trước đã có sự rút xuống mãnh liệt của mức nước trong hồ tới trên 300 m (980 ft) thấp hơn so với mức nước hiện tại. Sau đó, khoảng 6.500 năm trước đã diễn ra sự dâng lên của nước hồ tới mức gần như ngày nay.
Các dao động tương tự nhưng nhỏ hơn cũng được quan sát gần đây. Mức nước trong hồ đã dâng lên ít nhất khoảng 3 m (10 ft) trong thập niên 1990, nhấn chìm nhiều vùng đất đai nông nghiệp và sau một khoảng thời gian ngắn giữ được ổn định và rút xuống thì lại dâng lên. Mức nước đã dâng lên khoảng 2 m (6 ft) trong vòng 10 năm trước năm 2004.
Là một hồ sâu không có lối thoát ra, hồ Van đã tích tụ một lượng lớn trầm tích được tẩy trôi từ các bình nguyên và thung lũng xung quanh, và đôi khi trầm lắng như là tro từ các vụ phun trào của các núi lửa cận kề. Lớp trầm tích này được ước tính là dày tới 400 m (1.300 ft) tại đáy hồ và nó thu hút các nhà khí hậu học cũng như các nhà núi lửa học trong việc khoan các lõi để kiểm tra các trầm tích tạo lớp này.

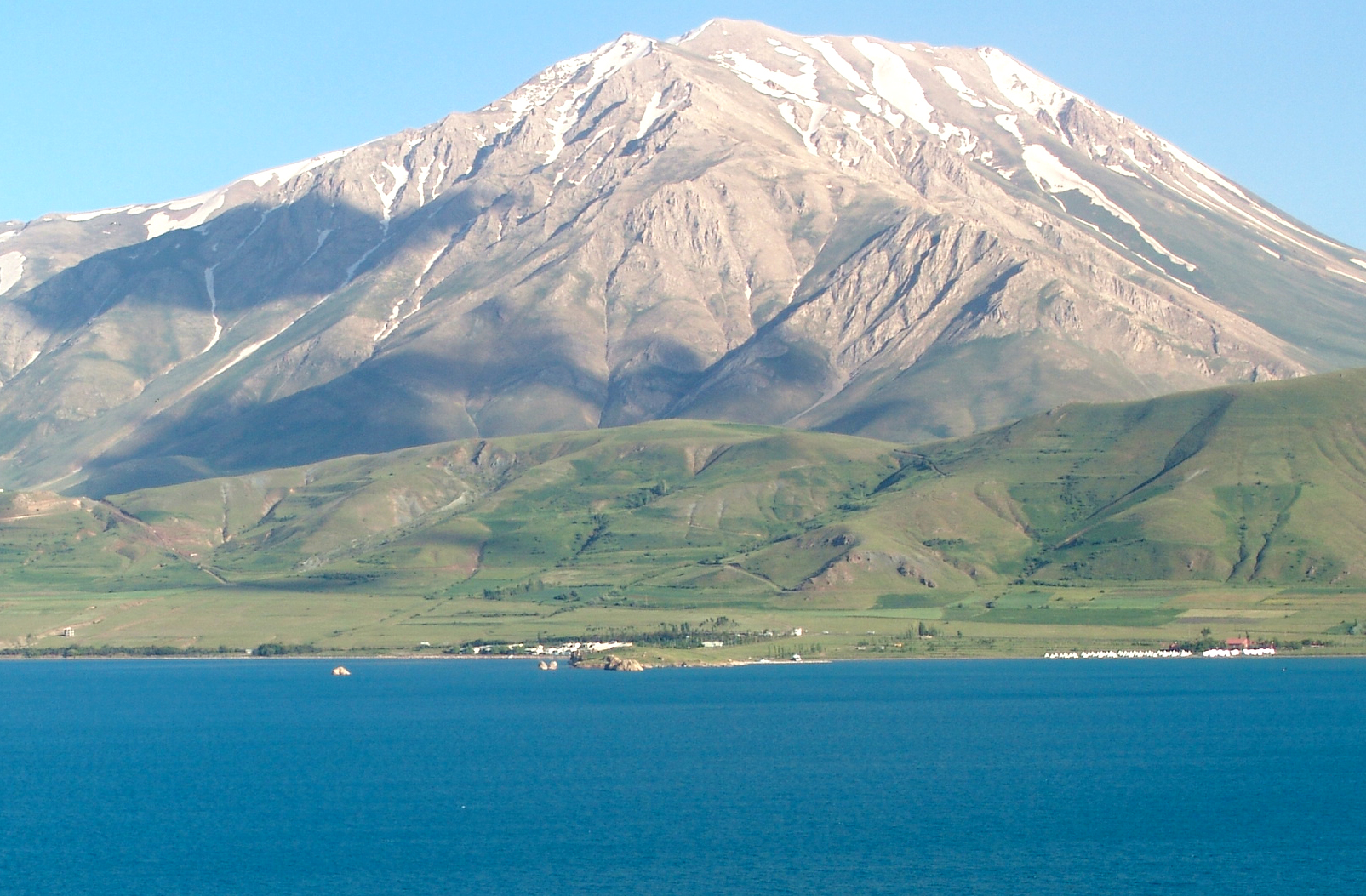
Núi Çadır Dağı nhìn từ đảo Akdamar trên hồ Van.

Năm 1989 và 1990, một nhóm các nhà khoa học địa chất quốc tế do Stephan Kempe từ Đại học Hamburg (hiện là giáo sư tại Đại học Kỹ thuật Darmstadt) đã thu được 10 lõi trầm tích từ độ sâu tới 446 m (1.460 ft). Mặc dù các lõi này chỉ xuyên qua một vài mét đầu tiên của trầm tích, nhưng chúng cung cấp đủ các lớp trầm tích hàng năm để đưa ra các dữ liệu khí hậu tới 14.570 năm trước đây.
Một nhóm các nhà khoa học do nhà cổ sinh vật học Thomas Litt từ Đại học Bonn đã đệ đơn xin tài trợ từ Chương trình Khoan thăm dò Khoa học Lục địa Quốc tế (ICDP) để có thể hoàn thành dự án khoan thăm dò mới và sâu hơn nhằm kiểm tra các trầm tích trong hồ. Litt mong chờ sẽ tìm kiếm thấy "hồ Van lưu giữ lịch sử khí hậu của 800.000 năm gần đây — một tài sản quý giá vô song các dữ liệu mà chúng tôi mong muốn có thể rút ra được ít nhất là 500.000 năm gần đây". Khoan thử nghiệm năm 2004 đã phát hiện ra chứng cứ của 15 lần phun trào núi lửa trong vòng 20.000 năm gần đây.

## Sinh thái học
Loài cá duy nhất đã biết là có thể sống trong nước mặn của hồ Van có tên khoa học Chalcalburnus tarichi (cá phèn trân châu hay inci kefalı), một loài cá trong họ Cá chép (Cyprinidae) có họ hàng gần với cá tuế và cá đác, được đánh bắt trong thời kỳ ngập lụt mùa xuân. Trong tháng 5-6, loài cá này di cư từ hồ tới những vùng nước ít kiềm hơn, đẻ trứng gần cửa các con suối hoặc trong chính các con suối đó. Sau mùa sinh sản chúng lại quay trở lại hồ.
103 loài thực vật phù du đã được ghi nhận trong hồ, bao gồm tảo cát, Bacteriophyta, vi khuẩn lam, tảo lục, trùng roi và tảo nâu. 36 loài động vật phù du cũng được ghi nhận, như luân trùng, Cladocera và động vật chân kiếm trong hồ.
Năm 1991, các nhà nghiên cứu thông báo về phát hiện microbialit cao 40 m (130 ft) trong hồ Van. Chúng là các tháp rắn trên đáy hồ được tạo ra bởi các tấm thảm khuẩn cầu của vi khuẩn lam (nhóm Pleurocapsa) tạo ra aragonit trong tổ hợp với canxit đã ngưng đọng khỏi nước hồ.
Khu vực ven hồ Van là quê hương của nòi mèo hiếm Van Kedisi.
Kể từ khoảng năm 1995 đã có những thông báo về việc nhìn thấy quái vật hồ Van dài khoảng 15 m (49 ft) có tên gọi Van Canavarı (nghĩa là "quái vật hồ Van").
Bao quanh hồ này là các khu vực nông nghiệp trong đó người dân gieo trồng các loại cây lương thực cũng như cây ăn quả.

## Lịch sử
Tushpa, kinh đô của vương quốc Urartu (1350-590 TCN), nằm gần bờ hồ Van, tại chỗ sau này trở thành lâu đài Van thời Trung cổ, phía tây của thành phố Van ngày nay. Các phế tích của thành phố Van thời kỳ Trung cổ vẫn còn được thấy rõ phía dưới các sườn núi phía nam mà trên đó có lâu đài Van.

### Các vương quốc Armenia

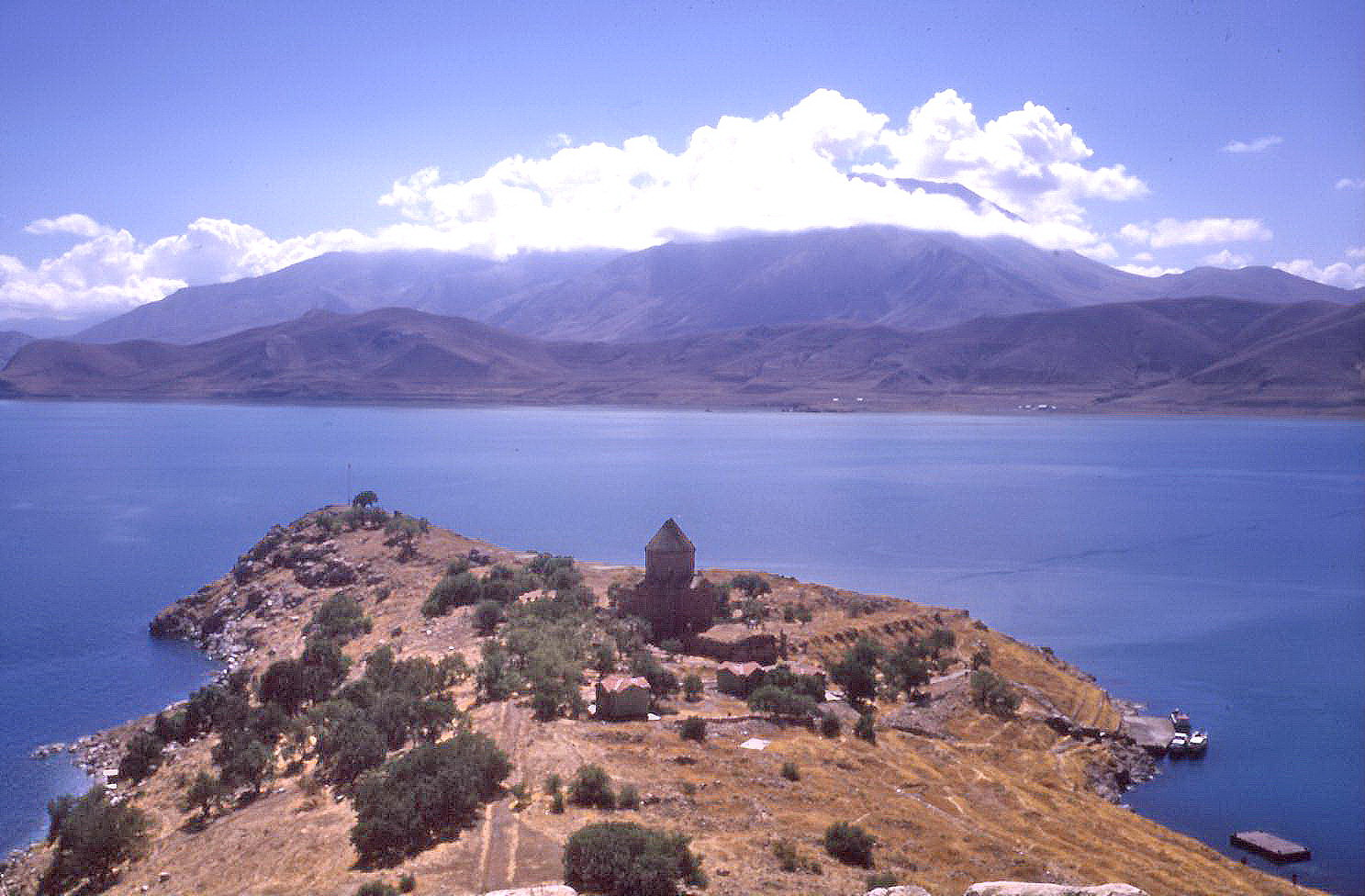
Hồ Van nhìn từ đảo Akdamar.

Hồ này là trung tâm của vương quốc Ararat của người Armenia vào khoảng 1000 TCN, sau đó là các xatrap Armina, vương quốc Đại Armenia và vương quốc Vaspurakan cũng của người Armenia.
Cùng với hồ Sevan thuộc Armenia ngày nay và hồ Urmia thuộc Iran ngày nay, hồ Van là một trong ba hồ lớn của vương quốc Armenia, được nhắc tới như là các biển của Armenia (trong các nguồn thư tịch Assyria cổ đại: "tâmtu ša mât Nairi" (Biển Thượng Nairi), biển Hạ là hồ Urmia). Theo thời gian, hồ này được biết đến với các tên gọi khác nhau trong tiếng Armenia, như tiếng Armenia: Վանա լիճ (hồ Van), Վանա ծով (biển Van), Արճեշի ծով (biển Arčeš), Բզնունեաց ծով (biển Bznuni), Ռշտունեաց ծով (biển Rshtuni) và Տոսպայ լիճ (hồ Tosp).

### Đế quốc Byzantine
Vào thế kỷ XI, khu vực xung quanh hồ Van là biên giới giữa đế quốc Byzantine với kinh đô đặt tại Constantinople và đế quốc Seljuk của người Thổ Nhĩ Kỳ với kinh đô đặt tại Isfahan. Trong hòa bình không dễ dàng giữa hai đế quốc, các lãnh chúa Armenia-Byzantine địa phương đã thuê mướn các gazi Turcoman và akritoi Byzantine để bảo vệ. Tuy nhiên, những người lính đánh thuê này thường gây ra các vụ cướp bóc để thu lợi cho bản thân họ.
Trong nửa sau của thế kỷ XI thì tình hình tại biên giới đông nam của đế quốc Byzantine đã xấu tới tới mức mà hoàng đế Romanus IV Diogenes phải đề ra một chiến dịch để tái chiếm Armenia và làm giảm sự kiểm soát của Seljuk đang lớn mạnh. Diogenes và đội quân đông đảo của ông đã vượt qua Euphrates và giao tranh với lực lượng nhỏ hơn của Seljuk do Alp Arslan chỉ huy tại trận Manzikert, phía bắc hồ Van vào ngày 26 tháng 8 năm 1071. Mặc dù có lực lượng áp đảo, nhưng đội quân Byzantine cồng kềnh đã bị đánh thảm bại bởi lực lượng kị binh Thổ Nhĩ Kỳ cơ động hơn và Diogenes bị bắt.

### Đế quốc Seljuk
Alp Arslan phân chia các phần miền đông mới chiếm được của đế quốc Byzantine cho các tướng lĩnh Turcoman của mình, với mỗi vùng đất đều được cai trị bởi các beylik theo kiểu cha truyền con nối, nhưng đều thuộc chủ quyền của đế quốc Đại Seljuk. Alp Arslan chia khu vực quanh hồ Van cho Sökmen el Kutbî (nghĩa đen Sökmen Dũng cảm) và ông này đã thiết lập thủ phủ của mình tại Ahlat trên bờ phía tay của hồ. Triều đại Ahlatshahs (hay Sökmenler) cai trị khu vực này từ năm 1085 tới năm 1192.
Triều đại Ahlatshahs bị thay thế bởi triều đại Ayyubid.

## Kiến trúc
Gần lâu đài Van và bờ phía nam, trên đảo Akdamar là nhà thờ Thập giá Thần thánh (tiếng Armenia: Սուրբ Խաչ, Surb Khach), là nhà thờ hoàng gia của vương quốc Vaspurakan của người Armenia.
Triều đại Ahlatshahs để lại một lượng lớn các mộ đá lịch sử tại và xung quanh thị trấn Ahlat. Giới hữu trách của thị trấn này hiện đang cố gắng để đưa các ngôi mộ đá này vào danh sách di sản thế giới của UNESCO. Hiện tại chúng vẫn chưa chắc chắn được công nhận hay không.

## Vận tải

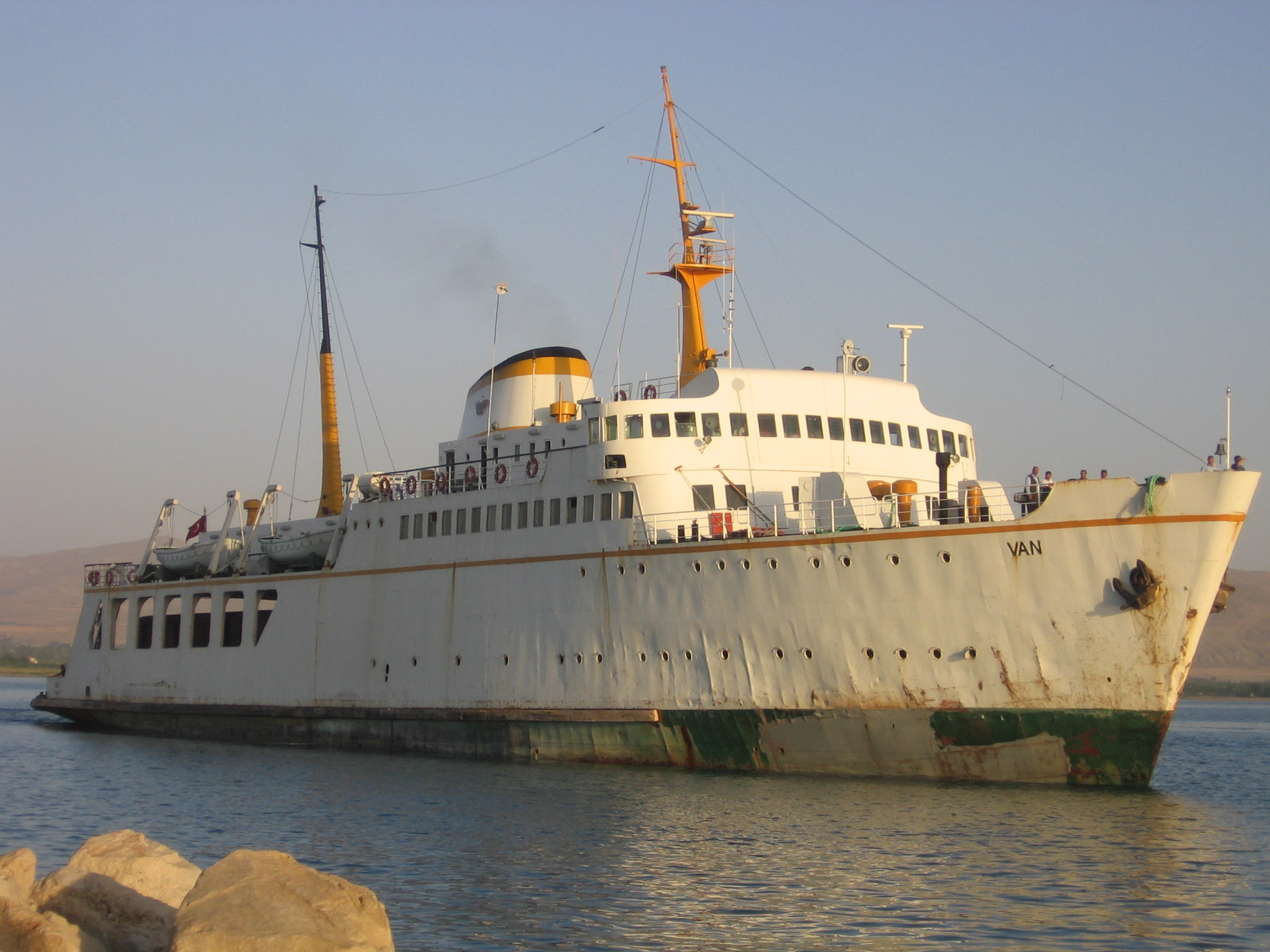
Phà Van tiến vào cầu cảng Van.

Đường sắt nối Thổ Nhĩ Kỳ với Iran được xây dựng trong thập niên 1970 sử dụng phà đường sắt vượt qua hồ Van, nằm giữa hai thành phố Tatvan và Van, thay vì xây dựng các đường ray tàu hỏa xung quanh bờ hồ gồ ghề lởm chởm. Tuy nhiên, việc chuyên chở từ tàu hỏa xuống tàu thủy và ngược lại hạn chế năng lực chuyên chở tổng cộng.
Trong tháng 5 năm 2008 các cuộc thương thảo giữa Iran và Thổ Nhĩ Kỳ đã diễn ra nhằm nâng cấp phà thành đường sắt chạy điện đường ray kép.

## Đảo
- Arter
- Lim
- Akdamar
- Charpanak